# Augustus Lukeman

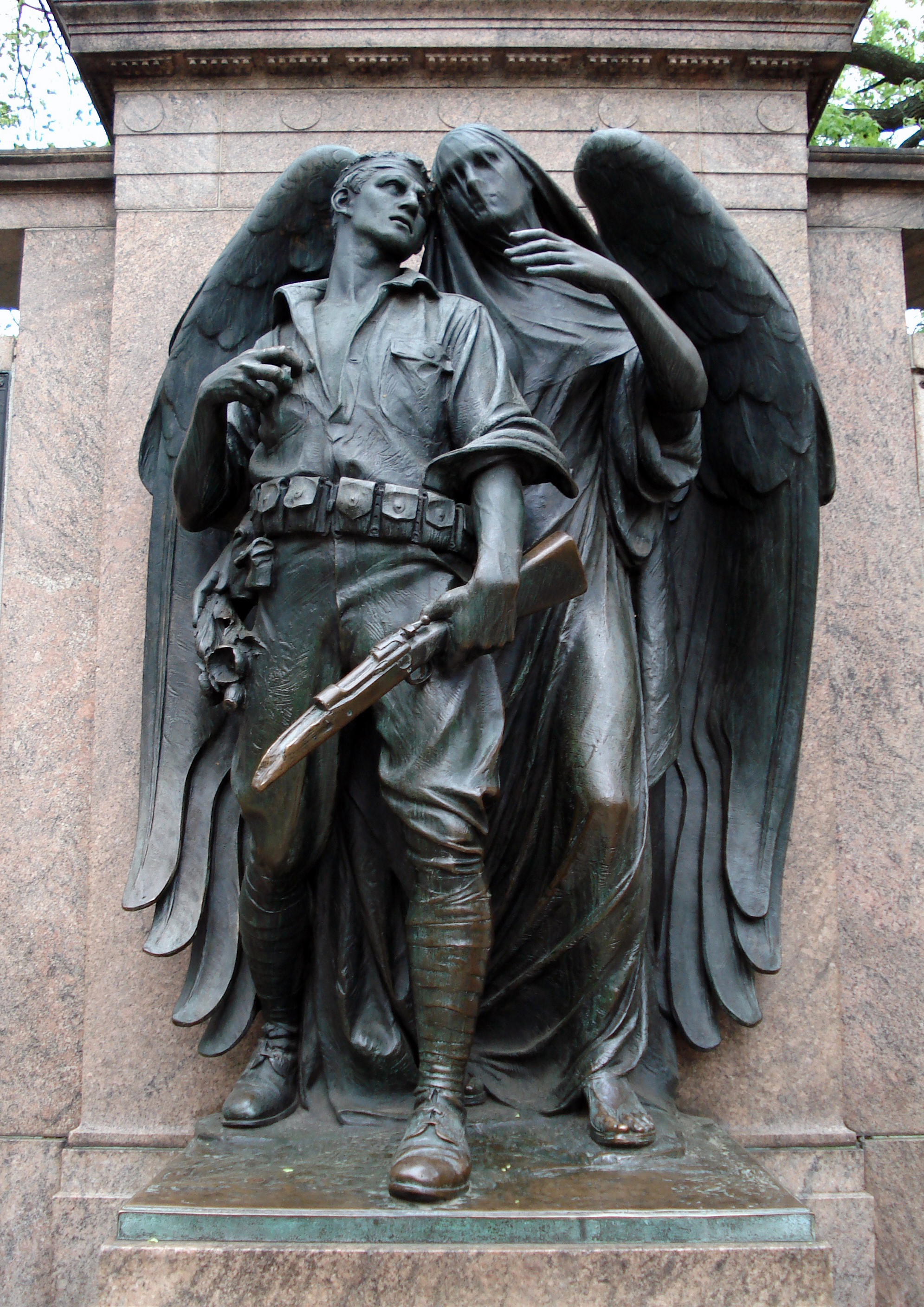
Denkmal für die Opfer des Ersten Weltkrieges im Prospect Park, Brooklyn

Henry Augustus Lukeman (* 28. Januar 1871 in Richmond, Virginia; † 3. April 1935 in New York City, New York) war ein US-amerikanischer Bildhauer, spezialisiert auf historische Denkmäler.

## Leben
Augustus Lukeman studierte bei Launt Thompson und Daniel Chester French in New York City und an der École nationale supérieure des beaux-arts de Paris bei Alexandre Falguière. Er beriet French bei seiner Statue The Republic für die Ausstellung in Chicago und arbeitete später als dessen Assistent in New York. Ab 1909 war Lukeman gewähltes Associate Member (ANA) der National Academy of Design. Der anfänglich beauftragte Bildhauer Gutzon Borglum hatte nach internen Querelen im Jahr 1925 die Arbeiten am Stone Mountain, dem größten massiven Granitblock Nordamerikas, eingestellt. An seiner Stelle übernahm Lukeman den Auftrag, doch nach drei Jahren wurde das Projekt eingestellt und erst 1970 unter der Leitung von Walker Hancock fertiggestellt.